# Klinaklini Glacier
Klinaklini Glacier är en glaciär i Kanada.   Den ligger i provinsen British Columbia, i den sydvästra delen av landet, 3 700 km väster om huvudstaden Ottawa. Klinaklini Glacier ligger 1 891 meter över havet.
Terrängen runt Klinaklini Glacier är huvudsakligen bergig, men åt nordväst är den kuperad. Klinaklini Glacier ligger uppe på en höjd. Trakten runt Klinaklini Glacier är nära nog obefolkad, med mindre än två invånare per kvadratkilometer.. Det finns inga samhällen i närheten.
Trakten runt Klinaklini Glacier är permanent täckt av is och snö.